# Фондовіддача
Фондовідда́ча — це відношення вартості випущеної продукції у вартісному виразі до середньорічної вартості основних виробничих фондів. Вона виражає ефективність використання засобів праці, тобто показує, скільки виробляється готової продукції на одиницю основних виробничих фондів.
Для характеристики повної фондовіддачі нерідко її розраховують як відношення валового продукту до всіх виробничих фондів. Для цього визначають середньорічну вартість основних і оборотних виробничих фондів (їхню загальну вартість на початок і кінець року ділять на 2, або їхню вартість по місяцях ділять на 12).
В окремих випадках, коли випущена продукція (виконані роботи) є однорідними, фондовіддачу можна визначати і в натуральному виразі. 